# Правителство на Република Македония (4)
Четвъртото правителство на Република Македония се съставя след парламентарните избори през 1998 година. Правителството е коалиционно, като водещи сили са ВМРО-ДПМНЕ, Демократическата алтернатива и Демократическата партия на албанците. Мандатът на правителството трае от 30 ноември 1998 до 1 ноември 2002. На три пъти са правени смени в правителството през декември 1999, юли 2000 и май 2001. През май 2001 е образувана широка коалиция, в която влизат и министри от СДСМ. На 22 ноември министрите от СДСМ подават оставка и на тяхно място са избрани други.

## Състав[1]
Първоначалният състав на кабинета включва:
| министерство                                    | име | име                            | партия                     |
| ----------------------------------------------- | --- | ------------------------------ | -------------------------- |
| министър-председател                            |     | Любчо Георгиевски              | ВМРО-ДПМНЕ                 |
| заместник министър-председател                  |     | Доста Димовска                 | ВМРО-ДПМНЕ                 |
| заместник министър-председател                  |     | Радмила Киприянова-Радованович | Демократическа алтернатива |
| заместник министър-председател                  |     | Бедредин Ибраими               | ДПА                        |
| вътрешни работи                                 |     | Павле Траянов                  | Демократическа алтернатива |
| външни работи                                   |     | Александър Димитров            | Демократическа алтернатива |
| образование                                     |     | Ненад Новковски                | ВМРО-ДПМНЕ                 |
| наука                                           |     | Мерие Рушани                   | ДПА                        |
| младежта и спорта                               |     | Георги Боев                    | ВМРО-ДПМНЕ                 |
| правосъдие                                      |     | Владо Камбовски                | Демократическа алтернатива |
| отбрана                                         |     | Никола Клюсев                  | ВМРО-ДПМНЕ                 |
| икономика                                       |     | Жанко Чадо                     | Демократическа алтернатива |
| финанси                                         |     | Борис Стоименов                | ВМРО-ДПМНЕ                 |
| земеделие, гори и водно стопанство              |     | Владимир Джабирски             | ВМРО-ДПМНЕ                 |
| околна среда и пространствено планиране         |     | Тони Поповски                  | Демократическа алтернатива |
| урбанизация, строителство, транспорт и екология |     | Боби Спирковски                | Демократическа алтернатива |
| здравеопазване                                  |     | Стоян Богданов                 | ВМРО-ДПМНЕ                 |
| култура                                         |     | Димитър Димитров               | ВМРО-ДПМНЕ                 |
| местно самоуправление                           |     | Джевдет Насуфи                 | ДПА                        |
| информация                                      |     | Реджеп Златку                  | ДПА                        |
| търговия                                        |     | Никола Груевски                | ВМРО-ДПМНЕ                 |
| развойна дейност                                |     | Милияна Даневска               | ВМРО-ДПМНЕ                 |
| диаспора                                        |     | Мартин Треневски               | ВМРО-ДПМНЕ                 |
| без ресор                                       |     | Георги Наумов                  | ВМРО-ДПМНЕ                 |
| без ресор                                       |     | Аднан Кахил                    | Демократическа алтернатива |
| без ресор                                       |     | Ернад Фейзулаху                | ДПА                        |
| без ресор                                       |     | Джевдет Насуфи                 | ДПА                        |

### Промени от май 1999[2]
През май 1999 г. министрите на икономиката, земеделието, горите и водното стопанство и здравеопазване се заменят от Михайло Толевски, Марян Гьорчев, Драган Данаиловски. Освен тези в листата на министри без ресор е прибавен и Радован Стойкоски.

### Промени от декември 1999[3]
На 28 декември 1999 г. в правителството настъпват значителни промени, мнозина министри са заменени, както и вицепремиерът Радмила Киприянова-Радованович. Закрито е министерството без ресор на Радован Стойкоски.
| министерство                   | име | име               | партия                     |
| ------------------------------ | --- | ----------------- | -------------------------- |
| заместник министър-председател |     | Васил Тупурковски | безпартиен                 |
| вътрешни работи                |     | Доста Димовска    | безпартиен                 |
| наука                          |     | Ненад Новковски   | безпартиен                 |
| правосъдие                     |     | Джевдет Насуфи    | ДПА                        |
| отбрана                        |     | Любен Пауновски   | безпартиен                 |
| икономика                      |     | Борко Андреев     | безпартиен                 |
| финанси                        |     | Никола Груевски   | безпартиен                 |
| здравеопазване                 |     | Петър Милошевски  | безпартиен                 |
| урбанизация и строителство     |     | Душко Кадиевски   | Демократическа алтернатива |
| местно самоуправление          |     | Джемали Саити     | ДПА                        |
| култура                        |     | Любен Пауновски   | безпартиен                 |
| информация                     |     | Веби Беджети      | безпартиен                 |
| търговия                       |     | Милияна Даневска  | безпартиен                 |
| развойна дейност               |     | Трайко Славески   | безпартиен                 |

### Промени от 28 юли 2000
На 28 юли 2000 г. са направени нови значителни промени. Министерството на търговията и министерството на развойната дейност се сливат с министерството на икономиката. Министерството на образованието е прекръстено през август на министерство на образованието и науката, а министерството на науката е закрито. Сменен е и вицепремиерът Васил Тупурковски.
| министерство                            | име | име                         | партия     |
| --------------------------------------- | --- | --------------------------- | ---------- |
| външни работи                           |     | Сърджан Керим               | ЛП         |
| образование и наука                     |     | Гале Галев                  | безпартиен |
| правосъдие                              |     | Джевдет Насуфи              | ДПА        |
| икономика                               |     | Бесник Фетаи                | ДПА        |
| околна среда и пространствено планиране |     | Владимир Джабирски          | безпартиен |
| транспорт и връзки                      |     | Любчо Балкоски              | безпартиен |
| култура                                 |     | Ганка Самоиловска-Цветанова | безпартиен |
| местно самоуправление                   |     | Джемали Саити               | ДПА        |

### Промени от ноември 2000[5]
През ноември 2000 г. към министерството без ресор се присъединява Зоран Кръстевски

### Промени от май 2001
През май 2001 г. настъпват нови промени. Назначени са нови вицепремиери. Сменени са още министри. Закрито е министерството без ресор на Зоран Кръстевски и той е назначен за вицепремиер.
| министерство                   | име | име              | партия     |
| ------------------------------ | --- | ---------------- | ---------- |
| заместник министър-председател |     | Джевдет Насуфи   | безпартиен |
| заместник министър-председател |     | Зоран Кръстевски | ЛП         |
| заместник министър-председател |     | Кемал Муслиу     | безпартиен |
| заместник министър-председател |     | Илия Филиповски  | безпартиен |
| вътрешни работи                |     | Любе Бошкоски    | безпартиен |
| външни работи                  |     | Илинка Митрева   | СДСМ       |
| правосъдие                     |     | Иджет Мемети     | безпартиен |
| отбрана                        |     | Владо Бучковски  | СДСМ       |
| здравеопазване                 |     | Георги Оровчанец | НД         |
| местно самоуправление          |     | Фаик Арслани     | ДПА        |

### Промени от ноември 2001[7]
През ноември 2001 г. министерството на външни работи и отбраната поемат Слободан Чашуле и Владо Поповски.